# Ceratitis cornuta
Ceratitis cornuta är en tvåvingeart som först beskrevs av Mario Bezzi 1924.  Ceratitis cornuta ingår i släktet Ceratitis och familjen borrflugor. Inga underarter finns listade i Catalogue of Life.